# Shinkuronishiti
Shinkuronishiti è un film del 2004 diretto da Macoto Tezuka.
Conosciuto anche con il titolo: Black Kiss

## Trama
Asuka è un'aspirante modella che si trasferisce a Tokyo. Alloggia in un piccolo appartamento con un'amica di un'amica che si chiama Kasumi. Un omicidio avviene nell'hotel dall'altra parte della strada. Il corpo è stato mutilato e riposizionato in una spaventosa opera d'arte. Una serie di omicidi inizia a verificarsi intorno alle due ragazze. Sulla scena di ogni omicidio, il serial killer lascia un'impronta di labbra nere e cosi viene soprannominato "Black Kiss".